# Айсин Гьоро
Айсин Гьоро (на манджурски: ᠠᡳᠰᡳᠨ ᡤᡳᠣᡵᠣ, на китайски: 愛新覺羅, Àixīn Juéluó) е императорският клан на манджурите, който основава Късната династия Дзин през 1616 г. и управлява Китай по време на династия Цин (1644–1912). Това е най-могъщата и влиятелна аристократична фамилия сред манджурите, и от нея произлизат всички Цински императори.

## Етимология

### Произход на името
Името „Айсин Гьоро“ е на манджурски език и означава буквално „Златен клан“, където:
- Айсин (ᠠᡳᠰᡳᠨ) = „злато“
- Гьоро (ᡤᡳᠣᡵᠣ) = „клан“, „семейство“

Символиката на златото препраща директно към Старата джърдженска династия Дзин (金, също „злато“) от XII–XIII век, като така фамилията подчертава историческата си приемственост и благороден произход.

## История
Кланът Айсин Гьоро произхожда от джърдженските племена, обитаващи Манджурия – територията между днешен Североизточен Китай и руското Приморие. Предците на Айсин Гьоро са свързани със Старата династия Дзин (1115–1234), основана от джърдженския клан Ванян. След падането ѝ, джърджените остават разделени на племена и подложени на влияние от Монголската империя и по-късно от китайската династия Мин.
До края на XVI век кланът Айсин Гьоро все още не се отличава с изключителна политическа роля. Това се променя с възхода на един от най-известните му членове – Нурхаци.

### Обединението на манджурите
През втората половина на XVI век Нурхаци, вожд от клана Айсин Гьоро, започва последователно обединение на джърдженските племена. Той използва както военна сила, така и дипломация, като същевременно въвежда административни реформи и изгражда основите на военната система на Осемте знамена.
През 1616 г. Нурхаци се провъзгласява за хан и основава Късната династия Дзин, с претенции за самостоятелна власт, отделна от китайската династия Мин. Той поставя началото на дълъг процес на създаване на нова империя с манджурски произход.

### Преход към династия Цин
След смъртта на Нурхаци през 1626 г., властта поема неговият син Хуанг Тайджи, също от Айсин Гьоро. Той доразвива управлението, въвежда китайски административни структури, подготвя военни кампании и през 1636 г. преименува държавата на Цин (清), с цел да подчертае новото начало и универсален характер на империята.
Хуанг Тайджи също така официално променя етническото име на народа от „джърджени“ на манджури, което поставя началото на нова национална идентичност. В този период Мукден (Шънян) става столица, а имперската култура на Цин започва да се оформя.

### Управление на Китай – Цинската династия
През 1644 г., в разгара на селски бунтове и разпада на династия Мин, войските на Цин, водени от принц Доргон (регент от Айсин Гьоро), навлизат в Китай. С помощта на китайски генерали и под предлог за "възстановяване на реда", манджурите превземат Пекин и поставят началото на над 260 години управление.
Всички императори на Цин, включително Кангси, Йонгчжън, Циенлун и Гуансю, произлизат от клана Айсин Гьоро. Те ръководят империя, която обхваща днешен Китай, Тибет, Вътрешна и Външна Монголия, Синдзян и Тайван. Под тяхното управление Китай достига своя най-голям териториален обхват и стабилност, но в края на XIX век започва упадък поради вътрешни кризи, въстания и външен натиск.

### Падение и нова епоха
През 1912 г. последният император на Китай, Айсин Гьоро Пуи, абдикира, с което официално се слага край на над две хилядолетия монархия. Кланът Айсин Гьоро е принуден да се откаже от властта, но част от членовете му продължават да играят роля в различни политически процеси.
Пуи временно е възстановен като император на марионетната държава Манджоу-го (1932–1945), създадена от Япония в Манджурия. След Втората световна война той е пленен от съветските сили, а по-късно репатриран в Китай, където живее като обикновен гражданин до смъртта си през 1967 г.